# Kaloré
Kaloré este un oraș în Paraná (PR), Brazilia.